# Kurzacze (Końskie)
Pour les articles homonymes, voir Kurzacze.
Kurzacze est une localité polonaise de la gmina de Gowarczów, située dans le powiat de Końskie en voïvodie de Sainte-Croix.